# You Gonna Want Me
You Gonna Want Me è un singolo di Tiga, primo estratto dall'album in studio Sexor, pubblicato il 3 ottobre 2005.
Il brano vede la partecipazione di Jake Shears degli Scissor Sisters.

## Video musicale
Il video diretto da Oliver Gondry.

## Tracce
1. You Gonna Want Me – 3:58